# Dorpskerk (Beetsterzwaag)
De Dorpskerk van Beetsterzwaag is een kerkgebouw in de Nederlandse provincie Friesland. De kerk is een rijksmonument.

## Beschrijving
De Dorpskerk is een zaalkerk uit 1804 met driezijdige koorsluiting en een vlakopgaande toren met achtantige spits. De luidklok (1739) is gegoten door Cornelis Crans. In de 20e eeuw werd een consistoriekamer aangebouwd. Tot het interieur behoren een preekstoel uit de 17e eeuw en twee herenbanken uit 1804. Het orgel uit 1856 is gemaakt door L. van Dam en Zonen. De kerk is in 1967 gerestaureerd.

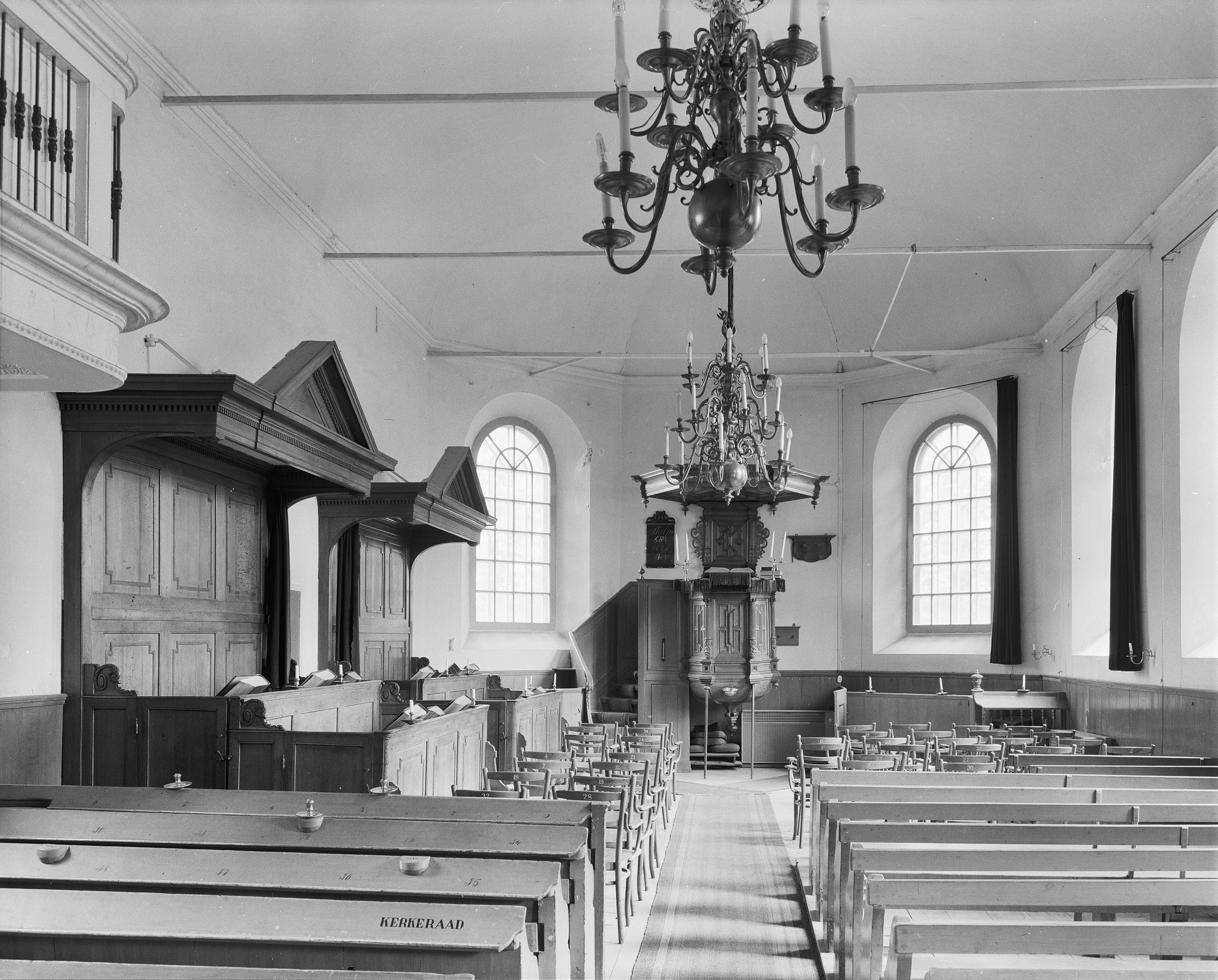
Interieur met preekstoel (1967)
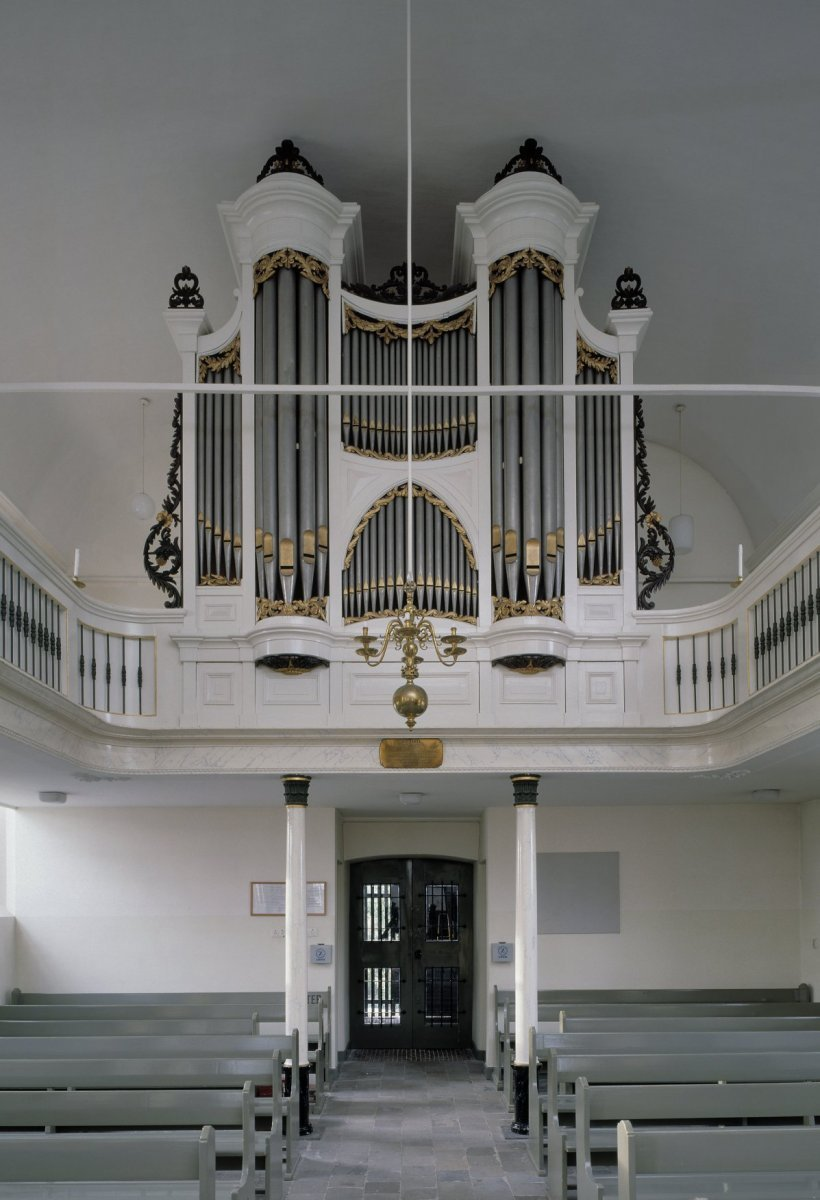
Interieur met orgel (2000)